# Киш, Эгон Эрвин
Э́гон Э́рвин Киш (нем. Egon Erwin Kisch; 29 апреля 1885, Прага, Австро-Венгрия, ныне Чехия — 31 марта 1948, Прага, Чехословакия, ныне Чехия) — чешско-немецкий писатель, журналист и репортёр еврейского происхождения, автор нескольких книг, участник Гражданской войны в Испании.

## Биография
Родился в доме «У двух золотых медведей», в историческом районе Старе-Место, на углу улиц Мелантрихова и Кожны, в семье торговца сукном из немецкоязычных сефардов, публиковавшего под псевдоним Кюльборн свои стихи (на немецком языке).
В 1902 году окончил реальное училище. С 1904 года был сотрудником газет «Прагер тагеблатт» и «Богемия», с 1913 года — «Берлинер тагеблатт».
Участвовал в Первой мировой войне в чине унтер-офицера австро-венгерской армии на фронтах в Сербии и в Карпатах.
В 1918 году Киш стал одним из руководителей нелегальных солдатских комитетов, командиром Красной гвардии в Вене, одним из основателей Коммунистической партии Австрии. В 1921—1933 годах жил в Берлине. В 1925—1931 годах неоднократно выезжал в Советский Союз, в 1928—1929 годах под чужим именем путешествовал по США.
В 1933 году был арестован нацистами и как иностранный подданный выслан в Чехословакию. В 1934 году, не получив разрешения на въезд в Австралию для участия в антифашистском конгрессе, прыгнул с борта корабля, был задержан, приговорён к шести месяцам заключения и выслан из страны.
В 1937—1938 годах был бойцом интернациональных бригад в Испании, в 1940—46 годах в Мексике сотрудничал в журнале «Фрайес Дойчланд».
В 1946 году вернулся в Прагу, где был избран почётным председателем еврейской общины города.
В начале литературной деятельности примыкал к группе немецких писателей-евреев (так называемому Пражскому кружку: Макс Брод, Э. Вайс, 1882—1940; Л. Виндер, 1889—1946; Франц Кафка и др.), передававших в своих произведениях атмосферу распада Австро-Венгерской империи. Киш придал второстепенному до того жанру газетного репортажа характер художественной публицистики, создав новый тип очерка-эссе (главным образом на политические темы: сборники «Цари, попы, большевики», 1927; «Американский рай», 1930; «Азия основательно изменилась», 1932; «Высадка в Австралии», 1937, и др.).
В 1923 году Киш составил антологию «Классическая журналистика». В статьях и в книге «Неистовый репортёр» (1924), и особенно в автобиографической «Ярмарке сенсаций» (1942), Киш изложил свои мысли об эстетической и моральной ответственности журналиста и о репортаже «как форме искусства и борьбы».
Прошлому евреев Праги Киш посвятил сборник «Рассказы о семи гетто» (1934; русский перевод 1937), а в очерке «Индейская деревня под звездой Давида» (сб. «Открытия в Мексике», 1945) рассказал о найденной им группе так называемых индейских евреев, считающих себя потомками марранов.

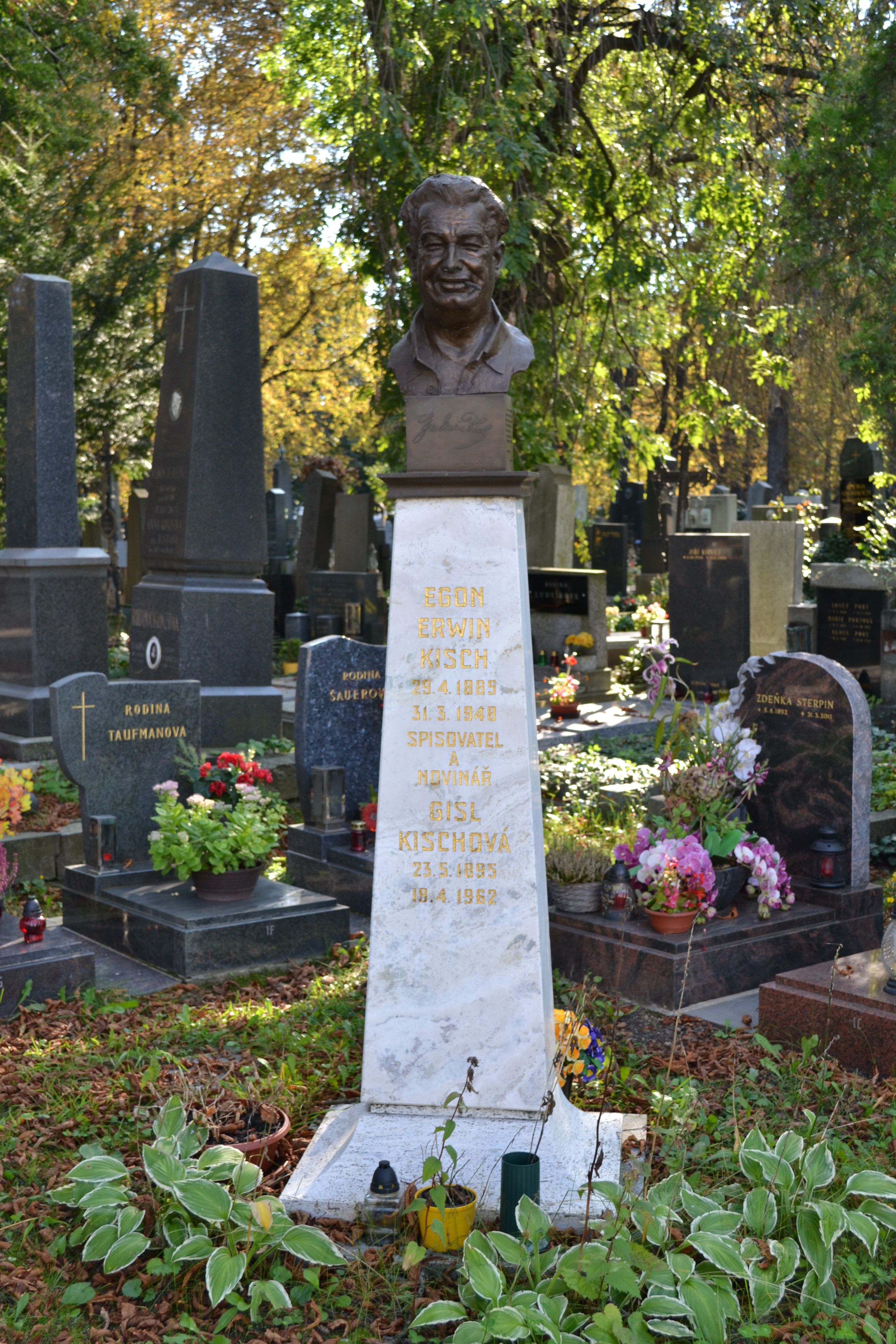
Могила Эгона Эрвина Киша в Праге

## Книги
- Sieben Jahre Justizskandal Max Hoelz. Mopr Verlag, Berlin. 1928
- Эгон Эрвин Киш. Три Коровы. Москва: Военное издательство Наркомата обороны СССР, 1939
- Эгон Эрвин Киш. Репортажи. Издательство Московского университета, 1964
- Эгон Эрвин Киш. Приключения на пяти континентах: Художественная публицистика. М.: «Прогресс», 1985